# 71-й отдельный зенитный артиллерийский дивизион
71-й отдельный зенитный артиллерийский дивизион - воинская часть вооружённых сил СССР в Великой Отечественной войне. Имелось два формирования дивизиона в составе ПВО сухопутных войск и одно в составе ВМФ СССР.

## 71-й отдельный зенитный артиллерийский дивизион Западного фронта и 43-й армии
Сформирован ранее 1939 года.
В составе действующей армии с 22 июня 1941 года по 15 июня 1942 года.
На 22 июня 1941 года входил в состав 5-го стрелкового корпуса, дислоцировался в деревнях Лесные Голодцы, Дятлово близ Бельска. В одну из задач дивизиона входило прикрытие военного аэродрома 126-го истребительного авиационного полка. Основные боевые подразделения на начало войны находились на учениях под Минском (Крупский полигон), что позволило дивизиону избежать гибели в окружении в июне 1941 года. Оставшиеся под Бельском подразделения обеспечения разделили участь бойцов и командиров 10 армии Западного фронта. 
В августе 1941 года дивизион находился в районе Рославля, в сентябре в районе Ельни. В ходе немецкого наступления отошёл за реку Нара, затем в ходе контрнаступления вышел в район западнее Медыни.
Командир дивизиона майор Барнаев.
15 июня 1942 года переименован в 35-й отдельный зенитный артиллерийский дивизион

### Подчинение
| Подчинение           | Подчинение      | Подчинение | Подчинение             | Подчинение | Подчинение | Подчинение |
| Дата                 | Фронт (округ)   | Армия      | Корпус                 | Дивизия    | Бригада    | Примечания |
| -------------------- | --------------- | ---------- | ---------------------- | ---------- | ---------- | ---------- |
| 22 июня 1941 года    | Западный фронт  | 10-я армия | 5-го стрелковый корпус | —          | —          | —          |
| 1 июля 1941 года     | Западный фронт  | —          | 5-го стрелковый корпус | —          | —          | —          |
| 10 июля 1941 года    | Западный фронт  | 20-я армия | —                      | —          | —          | —          |
| 1 августа 1941 года  | Западный фронт  | 28-я армия | —                      | —          | —          | —          |
| 1 сентября 1941 года | Резервный фронт | 43-я армия | —                      | —          | —          | —          |
| 1 октября 1941 года  | Резервный фронт | 43-я армия | —                      | —          | —          | —          |
| 1 ноября 1941 года   | Западный фронт  | 43-я армия | —                      | —          | —          | —          |
| 1 декабря 1941 года  | Западный фронт  | 43-я армия | —                      | —          | —          | —          |
| 1 января 1942 года   | Западный фронт  | 43-я армия | —                      | —          | —          | —          |
| 1 февраля 1942 года  | Западный фронт  | 43-я армия | —                      | —          | —          | —          |
| 1 марта 1942 года    | Западный фронт  | 43-я армия | —                      | —          | —          | —          |
| 1 апреля 1942 года   | Западный фронт  | 43-я армия | —                      | —          | —          | —          |
| 1 мая 1942 года      | Западный фронт  | 43-я армия | —                      | —          | —          | —          |
| 1 июня 1942 года     | Западный фронт  | 43-я армия | —                      | —          | —          | —          |

## 71-й отдельный зенитный артиллерийский дивизион 55-й армии, Ленинградского фронта, 2-й ударной и 23-й армий
Сформирован 17 января 1942 года в составе 55-й армии на базе 4-го и 309-го отдельных зенитных артиллерийских дивизионов.
В составе действующей армии с 17 января 1942 года по 9 мая 1945 года.
С момента формирования и до начала 1944 года находился в Ленинграде, обеспечивая прикрытие от воздушных атак штаба 55-й армии и её объектов. В 1944 году в связи с расформированием управления 55-й армии передан в состав управления 67-й армии. После краткого пребывания в составе 2-й ударной армии, переброшен на Карельский перешеек, где обеспечивает прикрытие войск 23-й армии в ходе Выборгской наступательной операции. После прекращения боевых действий с Финляндией, находился на государственной границе до конца войны.

### Подчинение
| Подчинение      | Подчинение          | Подчинение        | Подчинение | Подчинение | Подчинение | Подчинение |
| Дата            | Фронт (округ)       | Район             | Корпус     | Дивизия    | Бригада    | Примечания |
| --------------- | ------------------- | ----------------- | ---------- | ---------- | ---------- | ---------- |
| 01.02.1942 года | Ленинградский фронт | 55-я армия        | -          | -          | -          | -          |
| 01.03.1942 года | Ленинградский фронт | 55-я армия        | -          | -          | -          | -          |
| 01.04.1942 года | Ленинградский фронт | 55-я армия        | -          | -          | -          | -          |
| 01.05.1942 года | Ленинградский фронт | 55-я армия        | -          | -          | -          | -          |
| 01.06.1942 года | Ленинградский фронт | 55-я армия        | -          | -          | -          | -          |
| 01.07.1942 года | Ленинградский фронт | 55-я армия        | -          | -          | -          | -          |
| 01.08.1942 года | Ленинградский фронт | 55-я армия        | -          | -          | -          | -          |
| 01.09.1942 года | Ленинградский фронт | 55-я армия        | -          | -          | -          | -          |
| 01.10.1942 года | Ленинградский фронт | 55-я армия        | -          | -          | -          | -          |
| 01.11.1942 года | Ленинградский фронт | 55-я армия        | -          | -          | -          | -          |
| 01.12.1942 года | Ленинградский фронт | 55-я армия        | -          | -          | -          | -          |
| 01.01.1943 года | Ленинградский фронт | 55-я армия        | -          | -          | -          | -          |
| 01.02.1943 года | Ленинградский фронт | 55-я армия        | -          | -          | -          | -          |
| 01.03.1943 года | Ленинградский фронт | 55-я армия        | -          | -          | -          | -          |
| 01.04.1943 года | Ленинградский фронт | 55-я армия        | -          | -          | -          | -          |
| 01.05.1943 года | Ленинградский фронт | 55-я армия        | -          | -          | -          | -          |
| 01.06.1943 года | Ленинградский фронт | 55-я армия        | -          | -          | -          | -          |
| 01.07.1943 года | Ленинградский фронт | 55-я армия        | -          | -          | -          | -          |
| 01.09.1943 года | Ленинградский фронт | 55-я армия        | -          | -          | -          | -          |
| 01.10.1943 года | Ленинградский фронт | 55-я армия        | -          | -          | -          | -          |
| 01.11.1943 года | Ленинградский фронт | 55-я армия        | -          | -          | -          | -          |
| 01.12.1943 года | Ленинградский фронт | 55-я армия        | -          | -          | -          | -          |
| 01.01.1944 года | Ленинградский фронт | 67-я армия        | -          | -          | -          | -          |
| 01.02.1944 года | Ленинградский фронт | 67-я армия        | -          | -          | -          | -          |
| 01.03.1944 года | Ленинградский фронт | 67-я армия        | -          | -          | -          | -          |
| 01.04.1944 года | Ленинградский фронт | 67-я армия        | -          | -          | -          | -          |
| 01.05.1944 года | Ленинградский фронт | 2-я ударная армия | -          | -          | -          | -          |
| 01.06.1944 года | Ленинградский фронт | 23-я армия        | -          | -          | -          | -          |
| 01.07.1944 года | Ленинградский фронт | 23-я армия        | -          | -          | -          | -          |
| 01.08.1944 года | Ленинградский фронт | 23-я армия        | -          | -          | -          | -          |
| 01.09.1944 года | Ленинградский фронт | 23-я армия        | -          | -          | -          | -          |
| 01.10.1944 года | Ленинградский фронт | 23-я армия        | -          | -          | -          | -          |
| 01.11.1944 года | Ленинградский фронт | 23-я армия        | -          | -          | -          | -          |
| 01.12.1944 года | Ленинградский фронт | 23-я армия        | -          | -          | -          | -          |
| 01.01.1945 года | Ленинградский фронт | 23-я армия        | -          | -          | -          | -          |
| 01.02.1945 года | Ленинградский фронт | 23-я армия        | -          | -          | -          | -          |
| 01.03.1945 года | Ленинградский фронт | 23-я армия        | -          | -          | -          | -          |
| 01.04.1945 года | Ленинградский фронт | 23-я армия        | -          | -          | -          | -          |
| 01.05.1945 года | Ленинградский фронт | 23-я армия        | -          | -          | -          | -          |

## 71-й отдельный зенитный артиллерийский дивизион ПВО Черноморского флота
Сформирован с началом войны в Севастополе в составе 61-го зенитного артиллерийского полка (вскоре вошёл в состав 62-го полка) На формирование дивизиона был направлен дивизион 85-мм зенитных орудий учебного дивизиона Севастопольского училища зенитной артиллерии и мобилизационные запасы. Часть 76-мм орудий было получено из 61-го зенитного полка, получившего новую матчасть. В составе дивизиона по формировании было три зенитных батареи: № 227(четыре 76-мм зенитные пушки), № 228 (четыре 85-мм пушки) и № 229(четыре 76-мм пушки)). После организационных изменений, в состав дивизиона стали входить три батареи 85-мм орудий (№№ 55, 56, 76), зенитно-пулемётный и прожекторный батальоны 
В составе действующей армии с 26 июня 1941 по 16 сентября 1944 года.
С июня 1941 года прикрывал военно-морскую базу Севастополь. В начале ноября 1941 года, в связи с перебазированием основных сил флота, переброшен на Кавказ и прикрывал военно-морскую базу в Новороссийске., затем находился на Кавказе. В июне 1944 года снова перебазирован в Крым в состав 73-го зенитного артиллерийского Краснознамённого полка ПВО Черноморского флота, и находится в Крыму до конца войны.
Командир дивизиона старший лейтенант Беккер (на 1941 год)